# Makardaha
Makardaha é uma vila no distrito de Haora, no estado indiano de Bengala Ocidental.

## Demografia
Segundo o censo de 2001, Makardaha tinha uma população de 6 730 habitantes. Os indivíduos do sexo masculino constituem 51% da população e os do sexo feminino 49%. Makardaha tem uma taxa de literacia de 79%, superior à média nacional de 59,5%: a literacia no sexo masculino é de 82% e no sexo feminino é de 75%. Em Makardaha, 9% da população está abaixo dos 6 anos de idade.